# Liste du patrimoine immobilier classé de Jurbise
Cette page regroupe l'ensemble du patrimoine immobilier classé de la ville belge de Jurbise.
| Objet | Année de construction / Architecte | Adresse                                             | Section communale | Coordonnées                      | Numéro d’inventaire | Illustration |
| --- | ---------------------------------- | --------------------------------------------------- | ----------------- | -------------------------------- | ------------------- | --- |
| Chêne à clous et chapelle Saint-Antoine de Padoue |                                    |                                                     |                   | 50° 32′ 17″ nord, 3° 52′ 28″ est | 53044-CLT-0003-01   | Chêne à clous et chapelle Saint-Antoine de Padoue |
| Façades et toitures du bâtiment principal de la cure sise rue Lieutenant Saint Martin, n° 1 Masnuy-Saint-Pierre, ainsi que l'annexe, à l'exception du garage-remise contigu (M) et ensemble formé par la cure et son jardin (S) |                                    | Lieutenant Saint Martin n° 1 te Masnuy-Saint-Pierre |                   | 50° 32′ 12″ nord, 3° 57′ 34″ est | 53044-CLT-0004-01   | Façades et toitures du bâtiment principal de la cure sise rue Lieutenant Saint Martin, n° 1 Masnuy-Saint-Pierre, ainsi que l'annexe, à l'exception du garage-remise contigu (M) et ensemble formé par la cure et son jardin (S) |
| Château blanc, rue de Masnuy-Saint-Jean, n° 26 (façades et toitures), à savoir :le logis, la tour colombierqui en émerge, l'aile en retour du côté ouest, les annexes (à l'exception de la fenêtre latérale de l'appentis est), la grange et annexe basse qui la contrebute du côté sud (M); ensemble formé par la cour, la drève d'accès, l'étang en forme de L et son pont ancien, la prairie et le jardin emmuraillé (S) |                                    | Rue de Masnuy-Saint-Jean n° 26                      |                   | 50° 31′ 54″ nord, 3° 55′ 19″ est | 53044-CLT-0005-01   | Château blanc |